# Pour une critique des traductions : John Donne
Pour une critique des traductions : John Donne est un livre posthume d'Antoine Berman publié en 1995.

## Influence
Ce livre a eu une influence sur la traductologie dans l'Amérique latine.
Il a été traduit en anglais par Françoise Massardier-Kenney, Toward a Translation Criticism: John Donne. Kent, OH: Kent State University Press, 2009.